# Госпођица (филм)
„Госпођица“ је југословенски филм из 1980. године. Режирао га је Војтех Јасни, а сценарио је написао Леополд Алсен према истоименом књижевном делу Иве Андрића.

## Улоге
| Глумац                 | Улога         |
| ---------------------- | ------------- |
| Хајделинде Вајс        | Рајка         |
| Раде Шербеџија         | Владо/Ратко   |
| Бранко Цвејић          | Рафо Конфорти |
| Јелисавета Сека Саблић | Јованка       |
| Драган Миливојевић     | Отац          |
| Петар Добрић           |               |
| Реља Башић             | Александер    |
| Ђуро Утјешановић       |               |
| Владимир Облешчук      |               |
| Вида Јерман            |               |
| Зденка Хершак          |               |
| Нада Суботић           |               |
| Хелена Буљан           |               |
| Златко Мадунић         |               |
| Наташа Маричић         |               |
| Тереза Кесовија        |               |
| Зоран Ћирић            |               |